# Powiat Dabas
Powiat Dabas (węg. Dabasi járás) – jeden z piętnastu powiatów komitatu Pest na Węgrzech. Jego powierzchnia wynosi 498,68 km². W 2009 liczył 44 183 mieszkańców (gęstość zaludnienia 89 os./1 km²). Siedzibą władz jest miasto Dabas.

## Miejscowości powiatu Dabas
- Dabas
- Hernád
- Inárcs
- Kakucs
- Örkény
- Pusztavacs
- Táborfalva
- Tatárszentgyörgy
- Újhartyán
- Újlengyel